# Szent Bonaventura-székesegyház (Banja Luka)
A Szent Bonaventura-székesegyház egyike a négy római katolikus katedrálisnak Bosznia-Hercegovinában; Banja Lukában található.
Szent Bonaventura, a középkori ferences teológus tiszteletére épült.

## Története
Az első templom ezen a helyen 1885 és 1887 között épült, és az 1969-es földrengés során elpusztult. Eredetileg gótikus stílusban épült, fő nevezetessége a fából készült oltárai voltak. A modern templom 1972 és 1973 között épült Alfred Pichler építész tervei alapján. Egy ószövetségi sátorhoz hasonlít, amely az ima és az Istennek való felajánlások helye volt. A sátor formája a földrengés után a sátorban lakó plébánosok helyzetére is utal. 1990-ben a székesegyház mellett harangtornyot építettek, öt haranggal és egy órával. A katedrális megsérült a boszniai háborúban. A felújítást követően 2001. december 1-jén, az egyházmegye megalakulásának 120. évfordulóján került sor az újraszentelésére.

## Fordítás
- Ez a szócikk részben vagy egészben  a   Katedra Świętego Bonawentury w Banja Luce című lengyel Wikipédia-szócikk ezen változatának fordításán alapul.  Az eredeti cikk szerkesztőit annak laptörténete sorolja fel. Ez a jelzés csupán a megfogalmazás eredetét és a szerzői jogokat jelzi, nem szolgál a cikkben szereplő információk forrásmegjelöléseként.